# Bolitoglossa peruviana
Bolitoglossa peruviana é uma espécie de anfíbio caudado pertencente à família Plethodontidae, sub-família Plethodontinae.